# Macrognathus circumcinctus
Macrognathus circumcinctus är en fiskart vilken tillhör pilnäbbarna, som först beskrevs av Hora 1924.  Macrognathus circumcinctus ingår i släktet Macrognathus och familjen Mastacembelidae. IUCN kategoriserar arten globalt som livskraftig. Inga underarter finns listade i Catalogue of Life.